# Zincohögbomita-2N2S
La zincohögbomita-2N2S és un mineral de la classe dels òxids, que pertany al grup de la högbomita. És anomenada d'aquesta manera per tenir el zinc com a mineral dominant i 2N2S com a membre de la sèrie polsomàtica del grup de la högbomita. Originalment va ser anomenada com zincohögbomita-8H.

## Característiques
La zincohögbomita-2N2S és un òxid de fórmula química [(Zn,Al,Fe2+)₃(Al,Fe3+,Ti)₈O15(OH)]₂. Cristal·litza en el sistema hexagonal. La seva duresa a l'escala de Mohs és 7.
Segons la classificació de Nickel-Strunz, la zincohögbomita-2N2S pertany a «04.CB: Òxids amb proporció metall:oxigen = 2:3, 3:5, i similars, amb cations de mida mitja» juntament amb els següents minerals: brizziïta, corindó, ecandrewsita, eskolaïta, geikielita, hematites, ilmenita, karelianita, melanostibita, pirofanita, akimotoïta, auroantimonita, romanita, tistarita, avicennita, bixbyita, armalcolita, pseudobrookita, mongshanita, zincohögbomita-2N6S, magnesiohögbomita-6N6S, magnesiohögbomita-2N3S, magnesiohögbomita-2N2S, ferrohögbomita-6N12S, pseudorútil, kleberita, berdesinskiita, oxivanita, olkhonskita, schreyerita, kamiokita, nolanita, rinmanita, iseïta, majindeïta, claudetita, estibioclaudetita, arsenolita, senarmontita, valentinita, bismita, esferobismoïta, sil·lenita, kyzylkumita i tietaiyangita.

## Formació i jaciments
Va ser descoberta al dipòsit de Mikro-Lakka Emery, al mont Kerketeas Mt de l'Illa de Sámos, a Grècia. Es tracta de l'únic indret on ha estat trobada aquesta espècie mineral.